# Vireo crassirostris
Vireo crassirostris е вид птица от семейство Vireonidae.

## Разпространение
Видът е разпространен в Бахамските острови, Кайманови острови, Колумбия, Куба, САЩ, Търкс и Кайкос и Хаити.